# Sombrio
Sombrio este un oraș în Santa Catarina (SC), Brazilia.